# Julius Baker
Julius Baker (Cleveland (Ohio), 23 september 1915 - Danbury (Connecticut), 8 augustus 2003) was een van de belangrijkste fluitisten van de twintigste eeuw. 

## Levensloop
Al op negenjarige leeftijd leerde hij de fluit te bespelen van zijn vader. Dit was een Russische immigrant, die fluitspelen als hobby had. Op latere leeftijd kreeg hij les van August Caputo en Robert Morris. Hij studeerde muziek aan de Eastman School of Music inRochester (New York), en later in Philadelphia bij het Curtis Institute of Music, waar hij onder meer les kreeg van William Kincaid. William Kincaid was destijds eerste fluitist bij het Philadelphia Orchestra, en op zijn beurt weer een leerling van de Franse fluitist Georges Barrère. Kincaid begon met het mengen van de Franse stijl met zijn eigen Amerikaanse stijl, en ontwikkelde daarmee een nieuwe stijl, die later door Julius Baker geperfectioneerd zou worden.
Julius Baker trad toe tot het Cleveland Orchestra in 1937, waar hij tweede fluitist werd. Hij was leider van de fluitsectie van het Pittsburgh Symphony Orchestra  van 1941 tot 1943, van de fluitsectie van het CBS Symphony Orchestra van 1943 tot 1951 en van de Chicago Symphony Orchestra van 1951 tot 1953.
Zijn grootste roem oogstte hij als eerste fluitist van de New York Philharmonic Orchestra, waar hij 18 jaar lang eerste fluitist was (1965-1983). Onder zijn leerlingen bevinden zich andere bekende fluitisten zoals James Galway, Jeanne Baxstresser, Paula Robison, Gary Schocker, Jeffrey Khaner en Joshua Smith.
Julius Baker gaf les aan de Juilliard School in New York. Hij maakte opnames met belangrijke dirigenten en componisten, zoals Fritz Reiner, Leopold Stokowski, Bruno Walter en Leonard Bernstein. 
Hij hield erg van barokmuziek en maakte deel uit van de Bach Aria Group, in 1946 opgericht door William H. Scheide, waarin hij van 1946 tot 1964 speelde. 
Behalve in muziek was hij ook geïnteresseerd in elektronica en bouwde hij zelf radio’s en apparatuur waarmee hij zijn eigen muziek opnam. Hieruit ontstond The Oxford Recording Company, een postorderbedrijf dat hij vanuit zijn huis dreef. 
Julius Baker stond ook open voor andere muziekstijlen en leverde een bijdrage aan verschillende filmproducties waaronder de Bernsteinversie van West Side Story, The Beauty and the Beast en Fame. In de klassieke muziekstijl maakte hij vele briljante opnames met vele verschillende orkesten en ensembles waaronder Vivaldi’s Solo Concerten met I Solisti di Zagreb.

## Publicaties
Julius Baker schreef onder meer een populair studieboek "Daily Excercises For The Flute" (Ludwig Music Publishing Co. 1982)